# マツダ・越

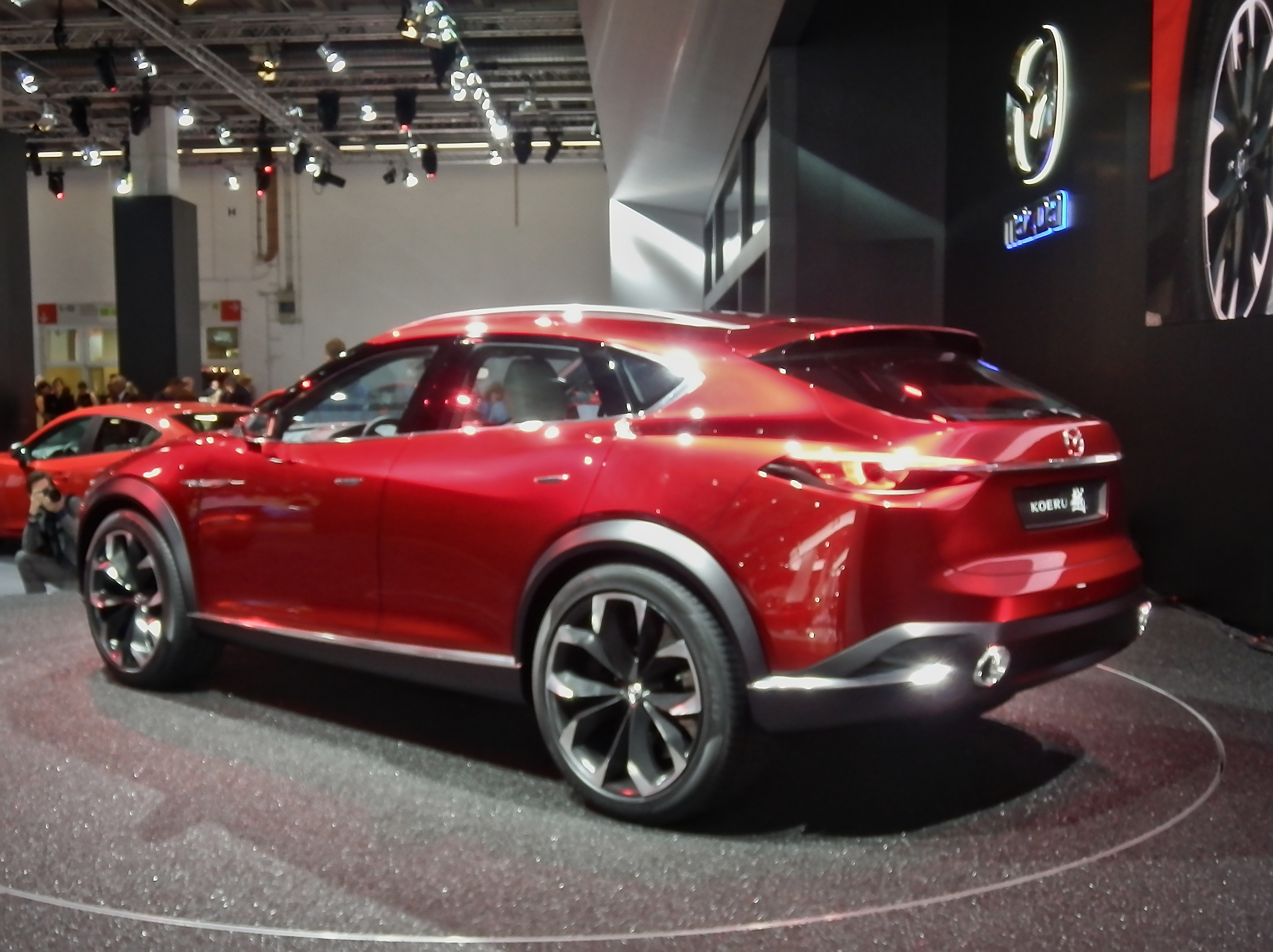

マツダ・越（マツダ・こえる、Mazda KOERU）は2015年のフランクフルトモーターショーで発表されたコンセプトカーである。

## 概要
越はマツダの新世代技術である「SKYACTIV TECHNOLOGY」およびデザインテーマの「魂動(こどう)-Soul of Motion」を全面的に採用した、スポーティーで洗練されたスタイリングや走りを目指したクロスオーバーモデルである。また、マツダの先進安全技術である「i-ACTIVSENSE」や新世代カーコネクティビティシステムの「Mazda Connect」を採用している。 
越という車名には、「既存の概念や枠組みを“越える”価値を提供したい」というマツダの思いが込められている。
エクステリアは、マツダ車のフロントフェイスの特徴であるシグネチャーウイングが存在感を増し、奥行きと厚みのあるLED導光リングを採用したヘッドランプは生命力に満ちた瞳を表現している。

## 参照
1. ↑  "Mazda Koeru : Kodo style - En direct du salon de Francfort 2015". Caradisiac. 2015年9月19日. 2015年10月20日閲覧。
2. ↑  https://car.watch.impress.co.jp/docs/news/721287.html
3. ↑  https://www.webcg.net/articles/gallery/33169
4. ↑  https://blog.mazda.com/archive/20151012_01.html